# ترکمن‌های ایران
ترکمَن‌های ایران (به ترکمنی: ایران توٚرکمن‌لِری، Eýran Türkmenleri) گروهی از ترکمن‌ها هستند که عمدتاً در کناره‌های شرقی دریای مازندران شامل بخش‌های شمالی و شرقی استان گلستان و در بخش‌هایی از شمال خراسان سکونت دارند.ترکمن ها اجتماعی از قبایل باستانی غز هستند، شامل:سالور،قایی،دودورغا،بیگدلی،بایات و ... آنان به زبان ترکمنی صحبت می‌کنند، این قوم مسلمان و پیرو مذهب حنفی هستند. اتنولوگ جمعیت ترکمن‌های ایران در سال 2024 را یک میلیون نفر تخمین زده‌است.

## ریشه
ترکمن‌ها شاخه‌ای از ترکان آسیای میانه معروف به اُغوز یا غُز هستند که از عهد قدیم در صحراهای وسیع بخش سفلای رود سیحون و بین دریای آرال به زندگی کوچ‌نشینی روزگار می‌گذراندند. تا حدود قرن هفتم میلادی ترکمن‌ها جزئی از قوم بزرگ ترک بودند. در این سال‌ها به دنبال اضمحلال امپراطوری گوک ترک‌ها، گروهی از ترک‌ها که اغوز نامیده می‌شدند، از آنان جدا شده از ناحیهٔ ارخون به طرف آرال و سیردریا کوچ کردند.

## مردم‌شناسی

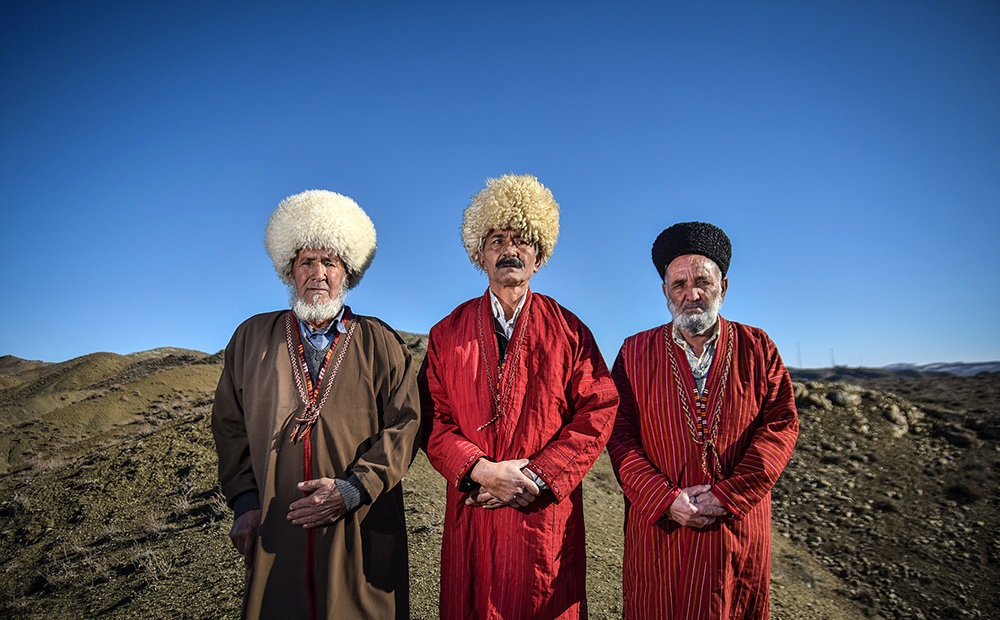
سه مرد ترکمن از اهالی شهرستان راز و جرگلان، خراسان شمالی.

ترکمن‌های ایران بیشتر در شرق دریای خزر، منطقه ترکمن‌صحرا و اطراف رودخانه اترک وگرگان‌رود سکونت دارند. از لحاظ استانی، سکونتگاه‌های آنان در بخش شمالی استان گلستان، بخش‌های کوچکی از استان خراسان رضوی در شهرستان تربت‌جام و خراسان شمالی (شهرستان راز و جرگلان) پراکنده هستند. از شهرهای مهم ترکمنان در ایران می‌توان بندر ترکمن، گنبد کاووس، کلاله، آق قلا، گمیشان، مراوه‌تپه، سیمین‌شهر و اینچه‌برون را نام برد.

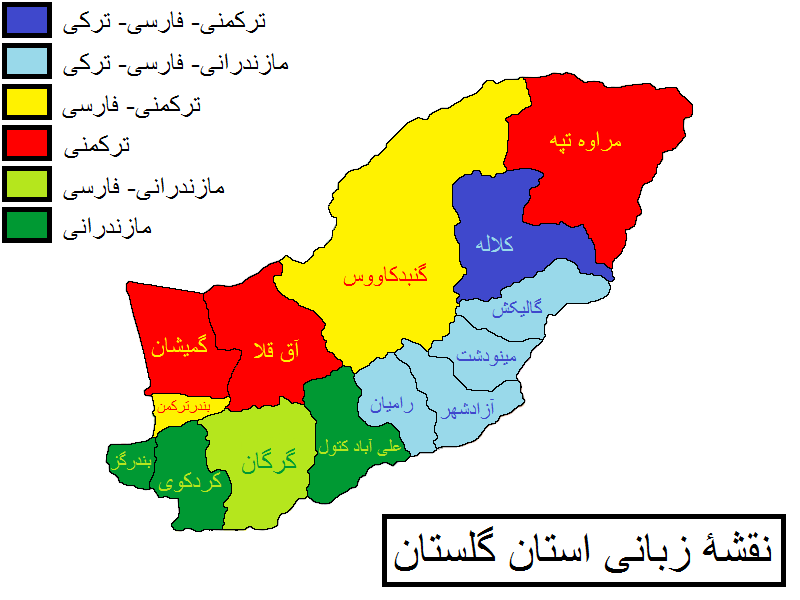
نقشهٔ زبانی استان گلستان

## فرهنگ و زبان
ترکمن‌ها تا اوایل قرن بیستم عمدتاً کوچ‌نشین بودند اما پس از آن به مرور ده‌نشین و شهرنشین شده‌اند، از نظر دینی پیرو دین اسلام و مذهب اهل سنت و از لحاظ زبانی با سایر مردمان ترک نظیر آذربایجانی‌ها و ترک‌های آناتولی نزدیکی دارند.
ساز اصلی در موسیقی ترکمنی انواع دوتار ترکمنی است. همچنین نواختن کمانچه و نی نیز در بین ترکمنان رواج دارد و در دههٔ اخیر برخی، به اجرای نغمات این موسیقی با سازهای الکترونیک روی آورده‌اند. محمدرضا درویشی ساز کمانچه را هم ساز اصیل ترکمنی نمی‌داند.
دستگاه‌های موسیقی ترکمنی معمولاً بر اساس تعداد پرده‌های مورد استفاده در تامدئرا و چگونگی توالی آن‌ها نسبت به هم متمایز می‌شوند. تشخص دستگاه‌ها و تمایز آن‌ها نسبت به هم بر اساس پرده‌ها و نحوه توالی آن‌ها در تامدئرا تدوین یافته به نظر می‌رسد.
اسب‌های ترکمن پرورش یافته در منطقه ترکمن‌صحرای ایران یکی از اصیل‌ترین نژادهای اسب در سطح جهان می‌باشد، در سه گروه: یموت، اسب آخال تکه، چناران (مخلوط از تلاقی اسب ترکمن و اسب عرب) دسته‌بندی شده‌اند. شهرستان گنبدکاووس و کلاله از مراکز مهم پرورش اسب ترکمن است. و هرساله مسابقاتی تحت عنوان کورس بهاره و پاییزه درشهرهای گنبدواق قلا و بندرترکمن برگزار می‌شود.

## سرشناسان
- دولت‌محمد آزادی: شاعر ترکمن
- مختوم‌قلی فراغی: بزرگ‌ترین شاعر زبان ترکمنی و شاعر ملّی ترکمن‌های دنیا
- حاج آقی آل جلیل: نیکوکار
- ستار سوقی: شاعر ترکمن
- ملانفس: شاعر ترکمن
- آنه محمد تاتاری: نقاش
- یوسف دیبایی: نوازنده و سازنده سازهای سنتی ترکمنی
- امید کوکبی: فیزیکدان و فعال حقوق بشر
- سردار آزمون: بازیکن تیم ملی ایران و باشگاه رم
- فرهاد قائمی: والیبالیست تیم ملی و باشگاه والیبال الریان قطر
- صابر کاظمی: والیبالیست تیم ملی و باشگاه والیبال فولاد سیرجان ایرانیان
- عزت‌الله پورقاز: بازیکن فوتبال
- وفا هخامنش: بازیکن فوتبال
- عظیم گوک: بازیکن فوتبال
- عبدالغفور نوری: شاعر ترکمن.